# Tamara Hope
Tamara Hope, nacida como Tamara Lindeman (Toronto, 2 de noviembre de 1984), es una actriz y cantante canadiense.

## Primeros años
Tamara Hope creció en Ontario, Canadá, en una familia que no tiene otros actores. Muchos de sus parientes, incluido su padre, son pilotos. Cantó en el Coro de Orangeville desde los 11 años. A los 12 años, ella era parte del coro de niños en la producción Joseph and the Amazing Technicolor Dreamcoat  en el Teatro Elgin de Toronto. Actuó también en la obra Spring Planting en el Teatro Orangeville a la edad de 16 años y es así como empezó su carrera como actriz y cantante. 
Se mudó a Toronto en el 2002.

## Carrera como actriz
La carrera de Tamara Hope como actriz comenzó en 1999 con una aparición en la película para televisión Winslow Homer: An American Original. En el 2000 siguieron otros papeles en películas de televisión, incluyendo un papel principal en The Royal Diaries: Elizabeth I – Red Rose of the House of Tudor. Para su papel en la película de televisión Sandy Bottom – Concierto para una Ciudad ella fue galardonada en el 2001 con el Young Artist Award. Recibió otra nominación para el mismo premio en el 2002 para Tiempos Turbulentos. Su primera aparición en una película que tenía la actriz en el 2001 fue en el Thriller independiente The Deep End – Engañoso Silencio.
En el 2002 Hope se hizo cargo del papel protagonista de la serie fantástica Ginebra Jones, donde fue protagonista en 26 episodios interpretando a la protagonista con el mismo nombre. Posteriormente la actriz se dirigió otra vez a hacer películas y aparició así en producciones canadienses entre ellas las comedias Saint Ralph – los Milagros son posibles y Reina del Baile De Una como ninguna (ambas en el 2004). También hizo apariciones en producciones americanas como Puedo pedir? (2004), así como en la película de catástrofes Mayday – Vuelo catastrófico 52 (2005). 
En el Festival Independiente Method recibió el "Breakout Acting Award"  en el 2005 por su papel protagonistan en The Nickel Children. Además recibió 1 Nominación al Prism Award en el 2007  en la Categoría de "Actuación en una película de televisión" por su papel en Augusta, Gone (2006).
En el 2007 Hope actuó en la segunda temporada de la serie de televisión canadiense de Los Secretos de Whistler, interpretando el papel de Leah McLure. La serie, sin embargo, fue cancelada a finales del 2007. En los últimos tiempos la actriz interpretó los papeles principales en las Producciones para la televisión canadienses enAfganistán – el ataque de las serpientes del desierto y Manson (ambos en el 2009), así como un papel secundario  de la segunda Temporada de la serie Covert Affairs.

## Carrera como cantante
Utilizando su verdadero nombre, Tamara lidera en Toronto con éxito su propia banda musical, The Weather Station, y ha compuesto además canciones para ella. También ha participado en la banda musical Bruce Peninsula.
Fue nominada para el Premio SOCAN de Composición de Canciones en el 2013.

## Filmografía (Selección)

### Películas
- 1999: Winslow Homer: An American Original (Película de televisión)
- 2000: Mi Hermanastra es un Alien (Stepsister from Planet Weird) (Película de televisión)
- 2000: Sandy Bottom – Concierto para una Ciudad (The Sandy Bottom Orchestra) (Película de televisión)
- 2000: The Royal Diaries: Elizabeth I – Red Rose of the House of Tudor (Película de televisión)
- 2001: The Deep End – Engañosa De Silencio (The Deep End)
- 2001: Tiempos Turbulentos (What Girls Learn) (Película de televisión)
- 2004: La tercera identidad - En el Hechizo de Poder (A Different Loyalty)
- 2004: Prom Queen, Una como ninguna (Prom Queen: The Marc Hall Story)
- 2004: Saint Ralph – los milagros son posibles (Saint Ralph)
- 2004: ¿Puedo invitar? (Shall We Dance)
- 2005: The Nickel Children
- 2005: Vender inocencia (Película de televisión)
- 2005: Mayday – Vuelo de catástrofe 52 (Mayday)
- 2006: Augusta, Gone (Película de televisión)
- 2007: Lee and Crimes (Película de televisión)
- 2008: Murdoch Mysteries (serie de televisión, dos episodios)
- 2009: Afganistán, el ataque de las serpientes del desierto (Sand Serpents) (Película de televisión)
- 2009: Manson (Película de televisión)
- 2012: Foxfire
- 2015: Crimson Peak

### Series
- 2000-2004: Soul Food (4 episodios)
- 2002-2002: Guinevere Jones (26 Episodios)
- 2006-2006: 10.5 – Apocalipsis (10.5: Apocalypse) (Miniserie)
- 2007-2007: Los Secretos de Whistler (Whistler) (13 episodios)
- 2007-2007: ReGenesis (2 episodios)
- 2008-2015: Murdoch Mysteries (10 episodios)
- 2011-2011: Covert Affairs (Invitado Especial)
- 2012-2016: La bella y la bestia (episodio piloto)

## Discografía

### Discos conBruce Peninsula
- 2008: Debut 7" EP
- 2009: A Mountain is a Mouth
- 2011: Open Flames

### Discos conThe Weather Station
- 2008: East EP
- 2009: The Line
- 2011: All of It Was Mine
- 2013: Duets #1-3
- 2014: What Am I Going to Do with Everything I Know EP
- 2015: Loyalty
- 2017: The Weather Station